# Wizzy en Woppy
Wizzy en Woppy is een Vlaamse kinderserie geproduceerd door Studio 100. De eerste aflevering werd uitgezonden op 30 augustus 1999. Er zijn 100 afleveringen gemaakt.
Sinds februari 2007 komt het programma ook in Wallonië op de buis, in Disney Club. Sinds 3 september 2007 worden er op Ketnet afleveringen van Wizzy en Woppy uitgezonden die voorzien zijn van een vertelstem die zegt wat de dieren denken, zeggen of doen.
Sinds 1 februari 2016 is het programma ook regelmatig te zien op RTL Telekids.

## Het verhaal
Wizzy en Woppy zijn twee muizen die in een dierenwinkel wonen. Elke dag na sluitingstijd beleven ze samen met hun vriendjes Dongo de schildpad en Kasha de papegaai allerlei avonturen. Wizzy is verliefd op Woppy, maar het is niet bekend of hij dat ook op haar is. Wizzy en Woppy, maar vooral Woppy zijn erg ondeugend, wat vaak voor problemen zorgt, maar samen weten ze het gelukkig altijd weer op te lossen.

## Rolverdeling
| Personage | Acteur/actrice        |
| --------- | --------------------- |
| Wizzy     | Barbara De Jonge      |
| Woppy     | Carl Ridders          |
| Dongo     | Dirk Bosschaert       |
| Kasha     | Hans Van Cauwenberghe |

Plopsaland De Panne
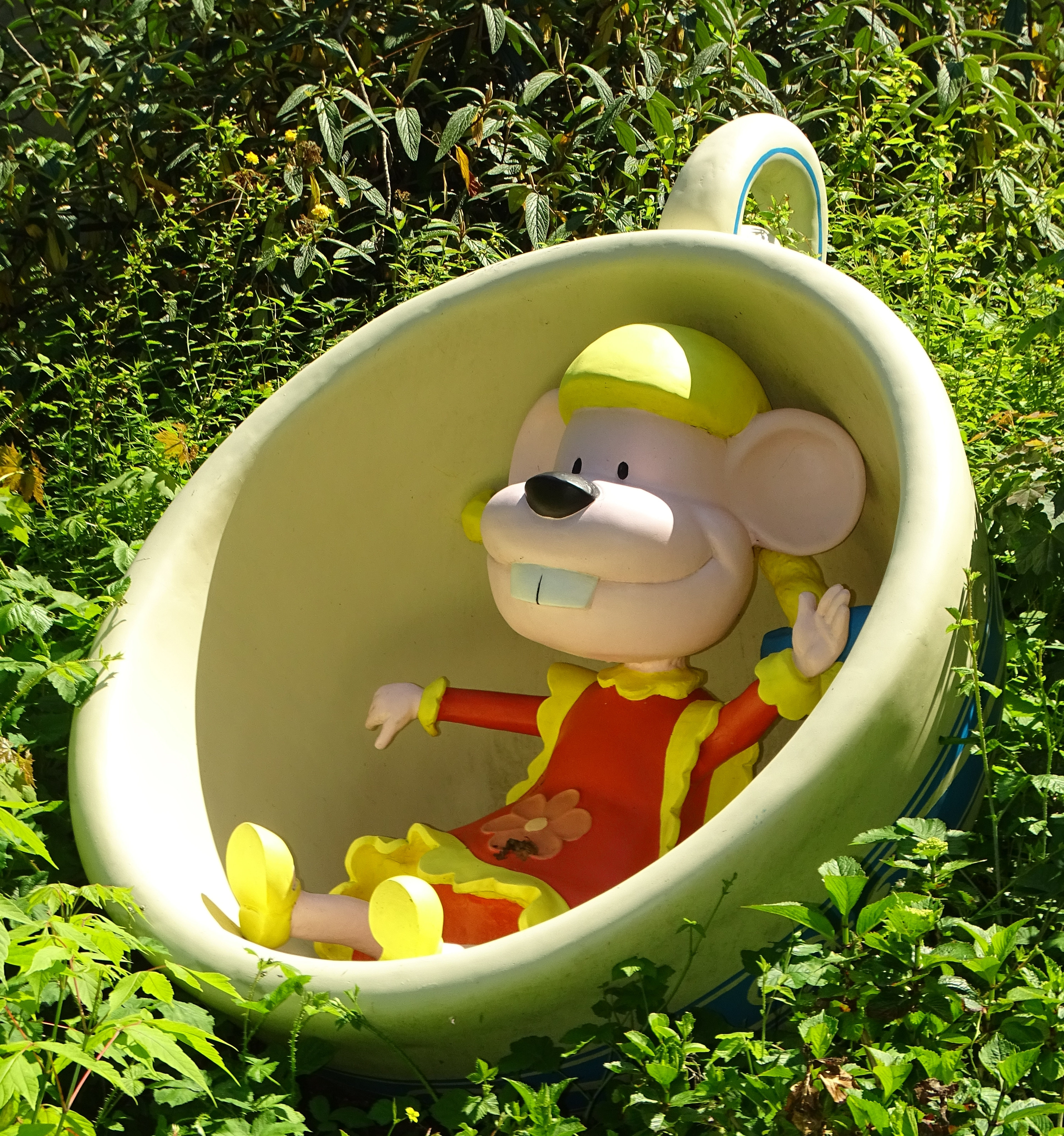
Wizzy.
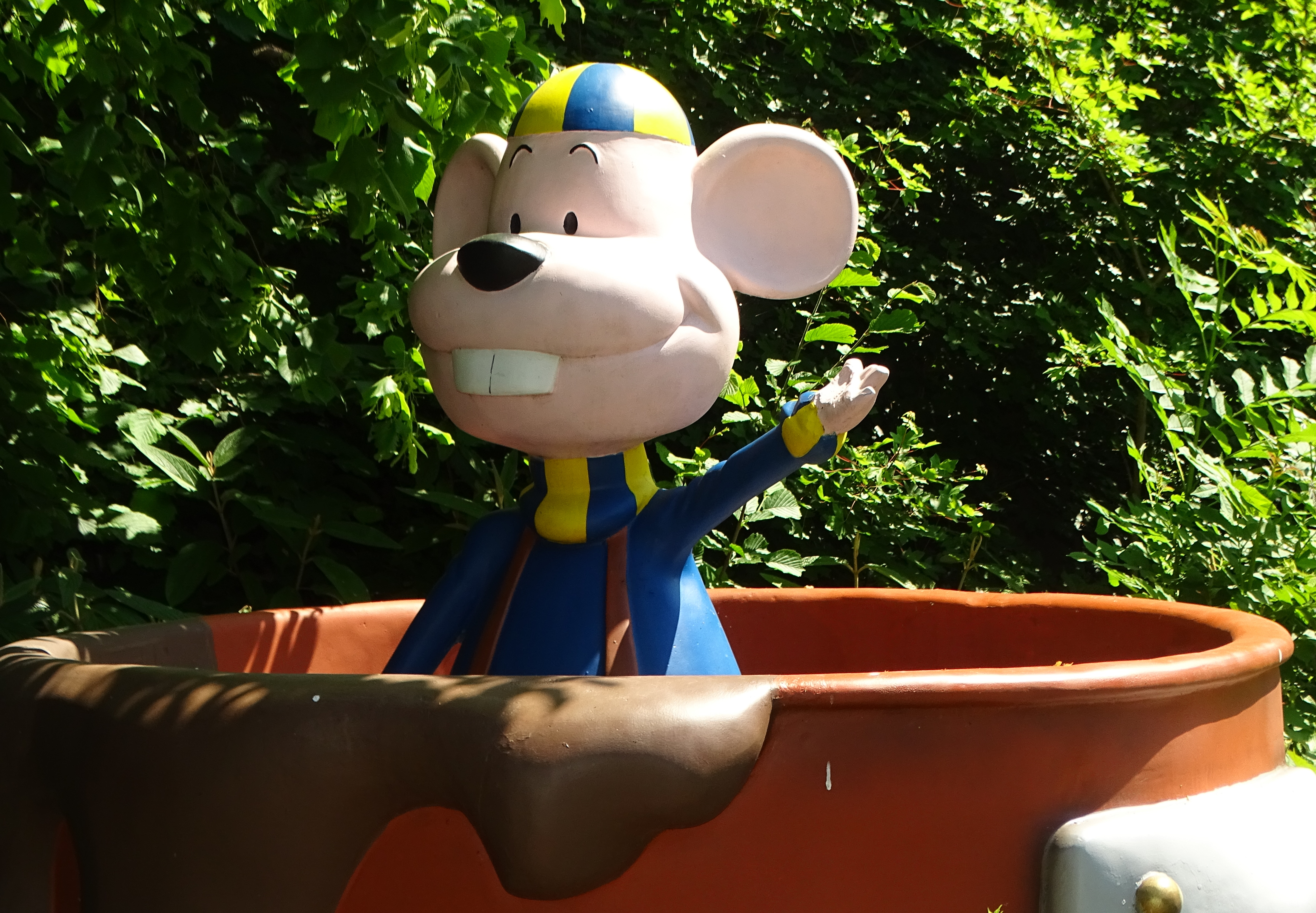
Woppy.
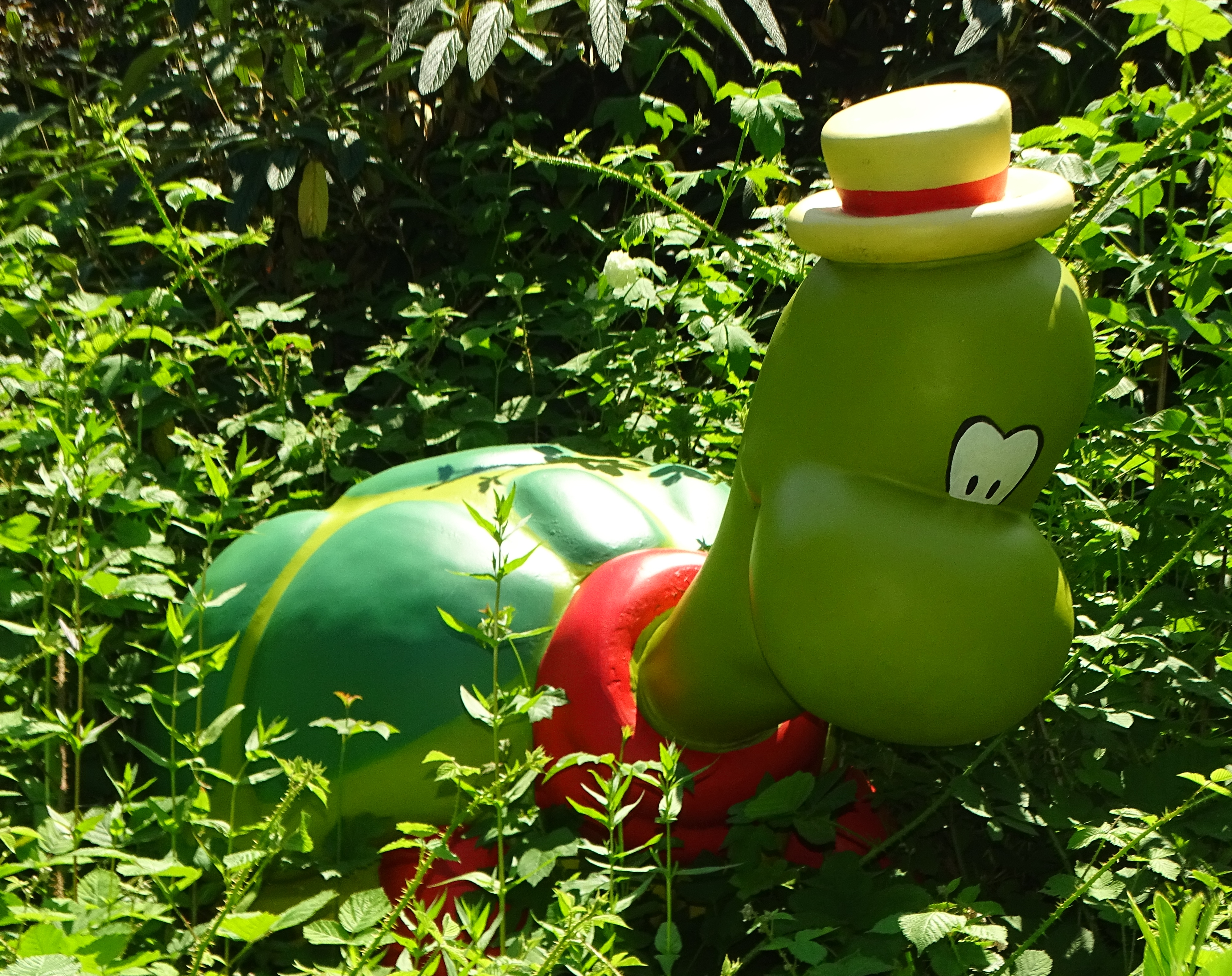
Dongo.
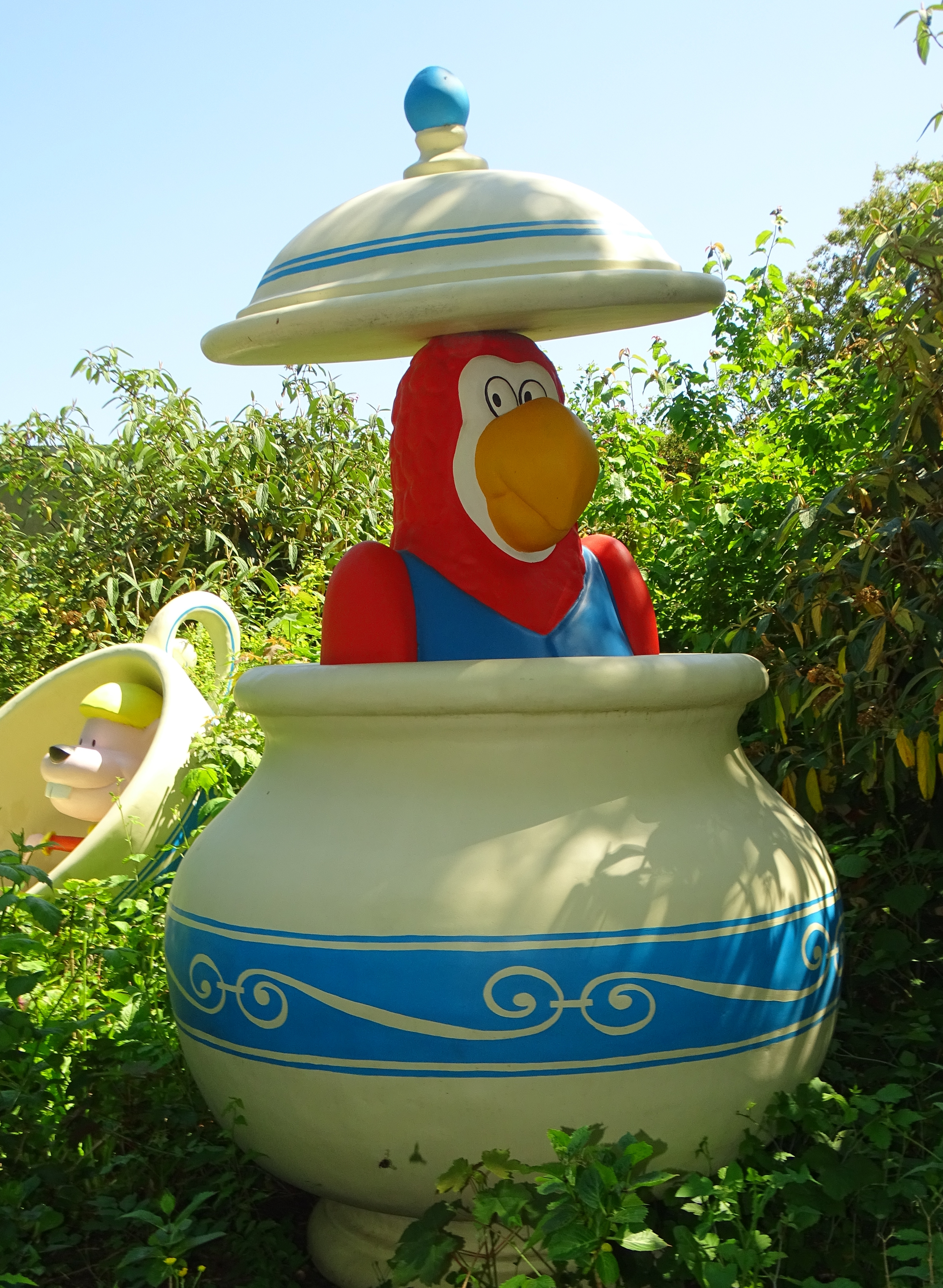
Kasha.

## Personages

### Wizzy
Wizzy is een muis. Ze is heel ondeugend, maar toch wel heel lief. Ze woont samen met Woppy in een kooi op de tafel in de dierenwinkel. Ze is stiekem een beetje verliefd op Woppy. Het is niet bekend of dit ook wederzijds is.

### Woppy
Woppy is een muis. Hij is erg ondeugend en vindt het leuk om zijn vriendjes af en toe te plagen.

### Dongo
Dongo is een schildpad. Hij is erg dom en naïef, maar wel sterk. Dongo woont in de kooi op de grond naast de vogelkooi van Kasha.

### Kasha
Kasha is een papegaai. Hij is heel erg slim en leest graag de krant. Hij woont in een vogelkooi op de grond naast de kooi van Dongo.

## Trivia
- In een interview met De Standaard vertelde Gert Verhulst dat het decor van de reeks ongeveer 8 meter hoog is.
- In hetzelfde interview vertelde hij ook dat er gemiddeld twee afleveringen per dag werden opgenomen.